# SYSTEM23
SYSTEM23（システム23）は、1997年に株式会社ナムコがリリースしたアーケードゲーム基板。ナムコがオリジナルで開発したシステム基板はSYSTEM23、SYSTEM SUPER23（後述）が最後であり、これ以降はPlayStationベースであるSYSTEM11や、後年発売のPlayStation 2ベースであるSYSTEM246などの家庭用ゲーム機をベースとしたシステム基板が主流となる。
基本性能はSYSTEM22からさほど変化は無いが、SYSTEM SUPER23ではグラフィック面での性能アップが図られている。SYSTEM23で新たに実装された機能の一つして、「"GASHIN" Strong Bass System」と呼ばれる重低音サラウンドシステムがある。

## 主要スペック
- メインCPU : MIPS R4650
- サウンドCPU : 日立製作所 H8/3002
- グラフィックス : テクスチャーマッピング、グーローシェーディング機能内蔵カスタムチップ

## GORgON
GORgON（ゴーゴン）は、SYSTEM22とSYSTEM23の境目の時期に登場したシステム基板である。スペックはSYSTEM23とほぼ同等であるが、上述の理由より「SYSTEM22.5」と呼ばれることもある。

## 主なタイトル

### GORgON
- ファイナルハロン（1997年）
- ラピッドリバー（1997年）

### SYSTEM23
- モトクロス・ゴー（1997年）
- ダウンヒルバイカーズ（1998年）
- タイムクライシス2（1998年）
- パニックパーク（1998年）
- ギタージャム（1999年）

### SYSTEM SUPER23
- レースオン!（1998年）
- ガンメンウォーズ（1998年）
- ファイナルハロン2（1999年）
- アングラーキング（1999年）
- 500GP（1999年）
- クライシスゾーン（1999年）